# Casa de Carvajal
La casa de Carvajal es una casa nobiliaria española originaria de la ciudad de Cáceres
El linaje de Carvajal es el más extenso de Cáceres (solo puede comparársele en extensión genealógica el de Ulloa), por lo que esta familia se presenta unida a la casi totalidad de la aristocracia cacerense.

## Historia

### Orígenes

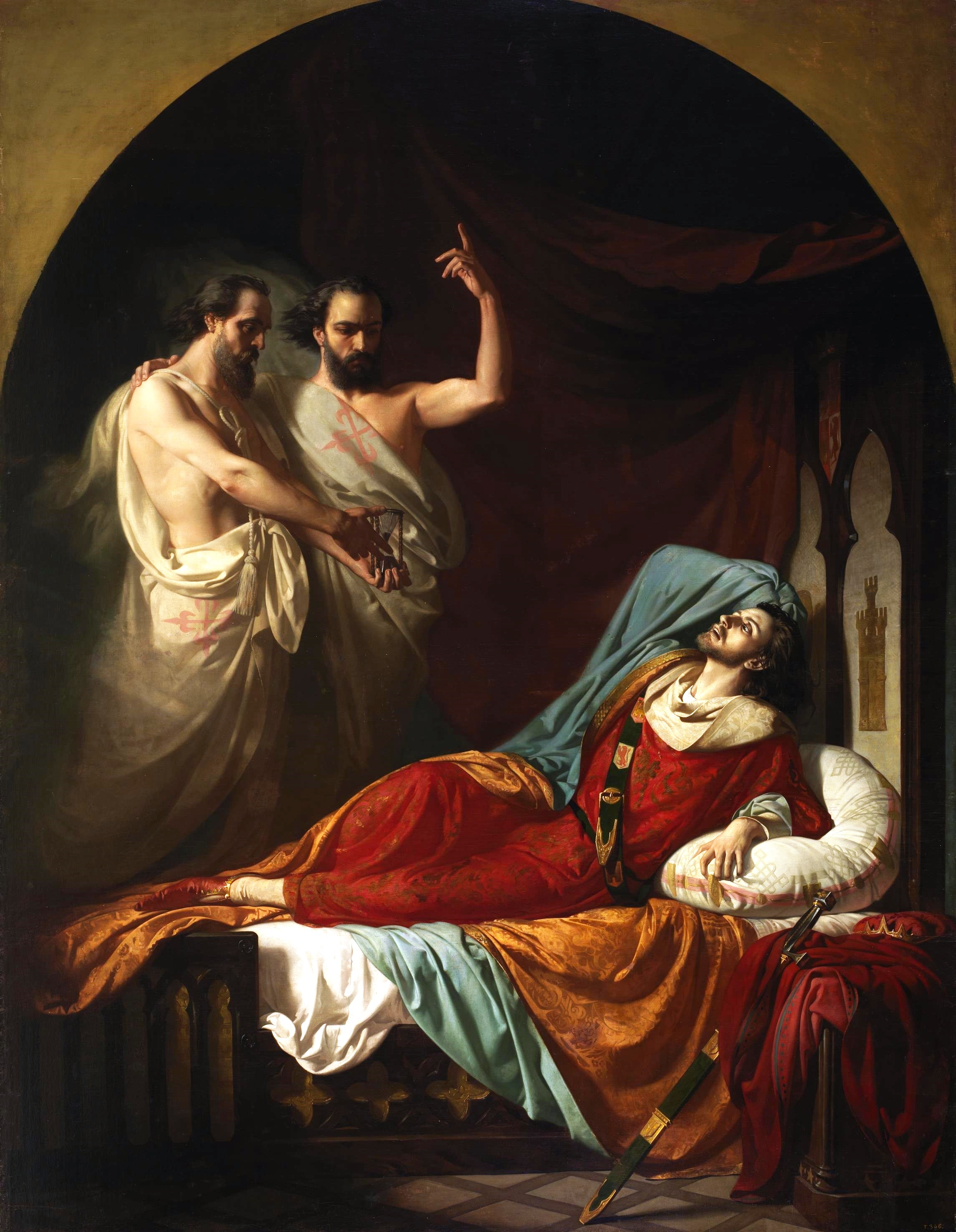
Últimos momentos de Fernando IV el Emplazado. Óleo sobre lienzo de José Casado del Alisal. 1860. (Palacio del Senado de España).

Los Carvajal llegaron a Extremadura en la primera mitad del siglo X. Se establecieron en Plasencia y de allí irradiaron a todas las poblaciones importantes a medida que estas iban siendo conquistadas a los musulmanes. En Plasencia quedó siempre el núcleo familiar, que nunca perdió el carácter de casa matriz de la estirpe.
Según el estudio genealógico realizado por Lorenzo Galindez de Carvajal en 1515, los miembros más antiguos de la familia Carvajal se remontan al siglo XI como condes de Plasencia. Posteriormente, durante la Reconquista de España emprendida por los cristianos contra los musulmanes en 1312, dos hermanos nobles de esta familia, Pedro y Juan, caballeros pertenecientes a la Orden de Calatrava al mando de Fernando IV de Castilla son inculpados de haber asesinado a Juan Alonso de Benavides, privado y consejero del rey. Según la leyenda, los hermanos fueron condenados a ser introducidos en una jaula de hierro con puntas afiladas en su interior y, posteriormente, a ser arrojados desde la cumbre de la Peña de Martos, introducidos en dicha jaula..
Como consta en la Crónica de Fernando IV, en la Crónica de Alfonso XI y en la Gran Crónica de Alfonso XI, los hermanos Carvajal, antes de ser ejecutados, emplazaron al rey Fernando IV a comparecer ante el juicio de Dios en el plazo de treinta días por la muerte injusta que el monarca ordenaba darles, y el rey falleció un mes después, el 7 de septiembre de 1312, en que se cumplía el plazo impuesto por ambos hermanos.
Ocho años después de este suceso, en 1320 Diego Gonzales de Carvajal y Vargas, conde de Plasencia, ingresó a la corte real tras casarse con Sevilla López de Villalobos y de la Cerda, bisnieta de Sancho IV de Castilla y tataranieta de Alfonso X de Castilla y de Luis IX de Francia. Tras la unión, la familia cogió notable influencia en España por más de 500 años.

### Cáceres
Los Carvajal llegaron por primera vez a Cáceres en el siglo XIV a través de la línea que esta familia había destacado a Trujillo. La primera generación Carvajal en Cáceres se sitúa cronológicamente entre 1380 y 1440.

### Úbeda
En los siglos XV y XVI se estableció en Úbeda una rama menor, establecida por los hermanos Luis y Gonzalo de Carvajal, ambos hijos del matrimonio de Alonso Sánchez de Carvajal y su mujer Leonor de Mendoza, quienes ramificaron desde el casal ubicado en Baeza. 
Los hermanos acompañaban a su hermano mayor, Día Sánchez Carvajal, quien era señor de Jódar y que servía al Maestre de Calatrava Pedro Girón, quien lo nombró Justicia Mayor de Baeza y Úbeda.

### América
El mayorazgo de Carvajal y Vargas fue fundado en 1560 por Diego de Carvajal Dávila y su esposa, Beatriz de Vargas y Sotomayor. Diego fue hijo de Lorenzo Galíndez de Carvajal, caballero de la orden de Calatrava, I Correo Mayor de Indias y consejero del Rey Carlos, por vía materna fue nieto de Martín Dávila Maldonado, señor de Villafranca y miembro del Marquesado de Las Navas. Mientras que su esposa, Beatriz, fue Señora del Puerto de Santa Cruz de la Sierra y Señora de Valhondo.